# 黄蒿界镇
黄蒿界镇，是中华人民共和国陕西省榆林市靖边县下辖的一个乡镇级行政单位。
2015年，陕西省民政厅批复同意撤销黄蒿界乡，设立黄蒿界镇。

## 行政区划
黄蒿界镇下辖以下地区：
五合村、庙湾村、马季沟村、黄大梁村、高升村、贺阳畔村和大界村。